# 林晏鵬
林晏鵬（？年—2017年）是中華民國法官，曾任新北地方法院法官。

## 生平
台灣大學法律系畢業。司法官訓練所34期結業。擔任新北地方法院法官。曾參與過不少大案的審理，包括擔任裝甲運兵車變速箱採購弊案的受命法官，鄭捷殺人案一審合議庭的陪席法官。
本身曾是重型機車愛好者。2011年11月4日在北宜公路騎重機行駛時和一輛轎車發生擦撞事故，造成三處骨折，一度向肇事車主求償兩百多萬元，終以五十萬達成和解。事後放棄騎重機，改騎單車作為上下班代步工具。
2015年4月30日，林晏鵬在午休時間騎單車外出，後被發現倒臥在新北市土城區石門路路旁，陷入昏迷狀態、顱內出血。由於現場沒有監視器、也無目擊者，事故始末未能釐清。
後住進雙和醫院長照病房。2017年去世。

## 家庭
妻子侯靜雯，曾任基隆地檢署主任檢察官。